# Mika Myllylä
Mika Kristian Myllylä [ˈmikɑ ˈmylːylæ] (* 12. September 1969 in Haapajärvi; † 5. Juli 2011 in Kokkola) war ein finnischer Skilangläufer. Mit sechs errungenen Olympia- und neun WM-Medaillen zählt er zu den erfolgreichsten Skisportlern seines Landes.

## Leben
Mika Myllylä begann ab 1981 regelmäßig Skilanglaufsport zu betreiben. Seinen ersten internationalen Auftritt absolvierte er 1991 bei der Nordischen Skiweltmeisterschaft im Fleimstal. Schon bald zählte Myllylä gemeinsam mit Jari Isometsä und Sami Repo zur jungen, aufstrebenden Garde der finnischen Langläufer.
Seinen Durchbruch feierte Myllylä in der WM-Saison 1996/97, als er in Davos sein erstes Weltcup-Rennen über 10 km im klassischen Stil gewann, woraufhin weitere Weltcup-Siege auch in Freistilrennen folgten. Bei der Nordischen Skiweltmeisterschaft 1997 in Trondheim gewann er Gold über 50 km, sowie zweimal Silber (Verfolgungsrennen, Staffel) und einmal Bronze (10 km).
Bei den folgenden Olympischen Winterspielen 1998 gewann Myllylä die Goldmedaille über 30 km klassisch. Es war der erste Olympiasieg eines finnischen Einzelläufers seit den Erfolgen Eero Mäntyrantas aus dem Jahr 1964. Dazu erreichte Myllylä bei den Nordischen Skiweltmeisterschaften 1999 insgesamt drei weitere WM-Titel. Jeweils 1997 und 1999 wurde er zum Sportler des Jahres in Finnland gewählt.
Bei der WM 2001 in Lahti wurde Myllylä des Dopings überführt. Er, Jari Isometsä, Harri Kirvesniemi und weitere finnische Skilangläufer hatten Hydroxyethylstärke infundiert bekommen, ein Mittel, mit dem Blutplasma angereichert werden kann. Der zurückgetretene Cheftrainer Kari-Pekka Kyrö erklärte, im Team sei mit Wissen verantwortlicher Funktionäre bewusst gedopt worden.
Nach Ablauf einer zweijährigen Sperre versuchte Myllylä ein Comeback, beendete aber seine Karriere im September 2004. Danach verdiente er sich seinen Lebensunterhalt unter anderem im Immobiliengeschäft.
Myllylä litt nach seiner Karriere an Alkoholsucht. Im März 2006 musste er sich wegen Herzrasens nach jahrelangem Alkoholmissbrauch in ärztliche Behandlung begeben. Auch erhielt er eine Reihe von Strafen wegen Körperverletzung und anderen Delikten.
2010 wurde bekannt, dass er bei einer Polizeivernehmung im April 2009 EPO-Missbrauch eingestanden hatte. Dem finnischen Sender Channel Four gegenüber gab Myllylä zu, sich die Spritzen selbst injiziert zu haben. Er war damit der erste finnische Langläufer aus der WM-Mannschaft von 2001, der das Benutzen von Dopingmitteln zugab.
Mika Myllylä war verheiratet und Vater dreier Kinder. Die Ehe wurde 2007 geschieden. Im Frühjahr 2009 kam das Paar wieder zusammen, trennte sich aber erneut.
Am 5. Juli 2011 wurde Myllylä tot in seiner Wohnung in Kokkola aufgefunden.

## Erfolge

### Olympische Winterspiele
- 1994 in Lillehammer: Silber über 50 km, Bronze über 30 km, Bronze mit der Staffel
- 1998 in Nagano: Gold über 30 km, Bronze über 10 km, Bronze mit der Staffel

### Weltmeisterschaften
- 1995 in Thunder Bay: Bronze über 10 km
- 1997 in Trondheim: Gold über 50 km, Silber im Verfolgungsrennen, Bronze über 10 km, Silber mit der Staffel
- 1999 in Ramsau: Gold über 50 km, Gold über 30 km, Gold über 10 km, Silber im Verfolgungsrennen

### Weltcupsiege im Einzel
| Nr. | Datum             | Ort       | Disziplin         |
| --- | ----------------- | --------- | ----------------- |
| 1.  | 7. Dezember 1996  | Davos     | 10 km klassisch   |
| 2.  | 4. Januar 1997    | Kavgolovo | 30 km Freistil    |
| 3.  | 2. März 1997      | Trondheim | 50 km klassisch 1 |
| 4.  | 3. Januar 1998    | Kavgolovo | 30 km Freistil    |
| 5.  | 14. Februar 1999  | Seefeld   | 10 km Freistil    |
| 6.  | 19. Februar 1999  | Ramsau    | 30 km Freistil 2  |
| 7.  | 22. Februar 1999  | Ramsau    | 10 km klassisch 2 |
| 8.  | 28. Februar 1999  | Ramsau    | 50 km klassisch 2 |
| 9.  | 2. Februar 2000   | Trondheim | 10 km Freistil    |
| 10. | 20. Dezember 2000 | Davos     | 30 km klassisch   |

### Weltcup-Gesamtplatzierungen
| Saison    | Gesamt | Gesamt | Langdistanz | Langdistanz | Sprint | Sprint |
| Saison    | Punkte | Platz  | Punkte      | Platz       | Punkte | Platz  |
| --------- | ------ | ------ | ----------- | ----------- | ------ | ------ |
| 1991/92   | 11     | 32.    | -           | -           | -      | -      |
| 1992/93   | 78     | 34.    | -           | -           | -      | -      |
| 1993/94   | 430    | 4.     | -           | -           | -      | -      |
| 1994/95   | 340    | 8.     | -           | -           | -      | -      |
| 1995/96   | 238    | 14.    | -           | -           | -      | -      |
| 1996/97   | 580    | 2.     | 235         | 1.          | 165    | 7.     |
| 1997/98   | 308    | 7.     | 196         | 2.          | 112    | 13.    |
| 1998/99   | 573    | 3.     | 312         | 3.          | 261    | 8.     |
| 1999/2000 | 149    | 39.    | 40 109      | 29. 26. 3   | -      | -      |
| 2000/01   | 147    | 33.    | -           | -           | -      | -      |